# فرودگاه راباک
 فرودگاه راباک (به انگلیسی: Rabak Airport) یک فرودگاه با کد یاتا KST است . این فرودگاه در کشور سودان قرار دارد .